# Secondigny
Secondigny là một xã thuộc tỉnh Deux-Sèvres trong vùng Nouvelle-Aquitaine phía tây nước Pháp. Xã này có diện tích 37 km2.
Thị trấn có cự ly 14 km về phía tây của Parthenay và 35 km về phía bắc Niort.
Secondigny là nơi bắt nguồn của sông Thouet, sông chảy theo hướng đông và sau đó là hướng bắc trước khi đổ vào sông Loire gần Saumur. Phía tây của Secondigny là nguồn sông Sèvre Nantaise, sông chảy hướng tây và bắc đổ vào sông Loire ở Nantes.